# Folder (marketing)
Folder – jeden z najczęściej stosowanych prospektów reklamowych. Ma formę arkusza papieru złożonego jednokrotnie, dwiema płaszczyznami pionowo. Występuje w różnych formatach, ma tylko cztery strony. Zadaniem folderu jest prezentacja towarów przy użyciu druku, ilustracji i kolorów. Folder wykorzystuje także różnego rodzaju mapy, wykresy, dane i inne elementy grafiki w większym stopniu niż ulotki, listy i karty reklamowe.